# Métalogisme
 (février 2023).
Si vous disposez d'ouvrages ou d'articles de référence ou si vous connaissez des sites web de qualité traitant du thème abordé ici, merci de compléter l'article en donnant les références utiles à sa vérifiabilité et en les liant à la section « Notes et références ».
En rhétorique, le métalogisme est une figure affectant soit la valeur logique d'une proposition (par exemple dans l'oxymore), soit sa valeur d'adéquation au référent (comme dans la litote ou l'hyperbole). Le terme renvoie largement à ce que les Anciens appelaient « figures de pensée ». 
Dans la terminologie du Groupe µ, les métalogismes figurent à côté des métaplasmes (figures morphologiques), des métasémèmes (figures de sens ou tropes) et des métataxes (figures de syntaxe).